# Myrcia crassimarginata
Espèce
Statut de conservation UICN

 VU D2 : Vulnérable
Myrcia crassimarginata est une espèce de plantes à fleurs de la famille des Myrtaceae. C'est un arbre trouvé en Équateur et au Pérou où il pousse en milieu tropical humide.

## Publication originale
- Fieldiana, Botany 29(3): 190. 1956.